# Franz Tollinger

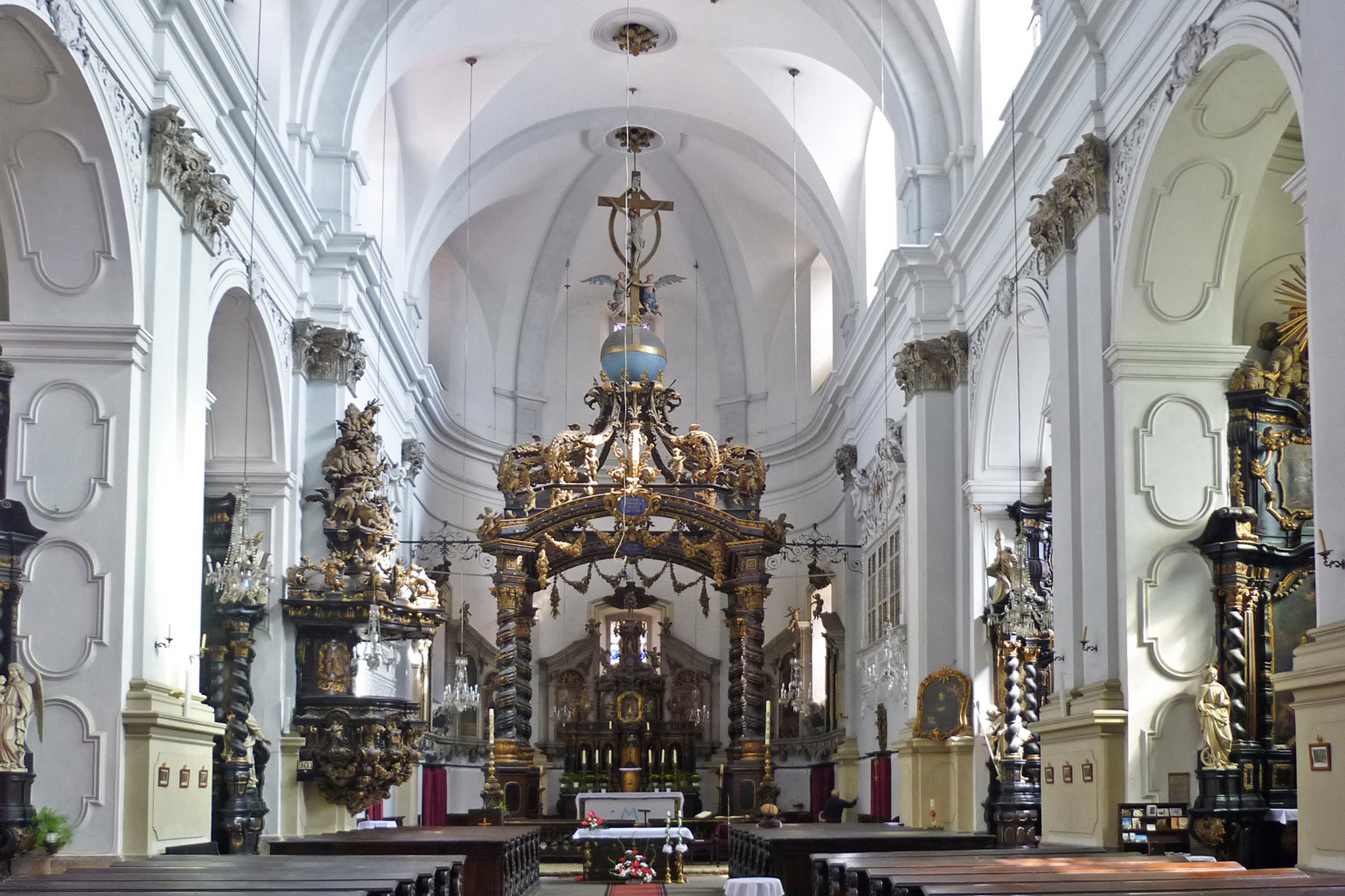
Baldachin und Kanzel in der Wallfahrtskirche Mariaschein von Franz Tollinger

Franz Tollinger (tschech. František Tollinger, auch Döllinger) (* 10. Juni 1656 in Ambras; † 1717 oder 1719 in Leitmeritz) war ein österreichischer Bildhauer und Stuckateur, der in Nordböhmen tätig war.
Aus dem Leben von Franz Tollinger ist wenig bekannt. Er war seit 1689 in Leitmeritz tätig, arbeitete an der Ausstattung (Stuckdekoration und Skulpturen) von Kirchen und schuf Heiligenstatuen in Nordböhmen.

## Werke
- Ausstattung der Wallfahrtskirche Mariaschein in Bohosudov (1701–1708)[3][4]
- Dreifaltigkeitssäule (Pestsäule) in Žatec (Saaz) (1707–1713)[5]
- Dreifaltigkeitssäule (Pestsäule) mit Heiligenstatuen in Blíževedly (Bleiswedel) (1714)[6]
- Skulpturen an der Wenzelskirche in Litoměřice (Leitmeritz)[7]
- Mariensäule in Velvary (Welwarn) (1716–1719), fertiggestellt von seinem Sohn Matthias Tollinger (1689–1740)[8]
- Ausstattung (Stuckdekoration) der Allerheiligenkirche in Litoměřice (Leitmeritz) (ab 1717), beendet von seinem Sohn Matthias Tollinger.[9]

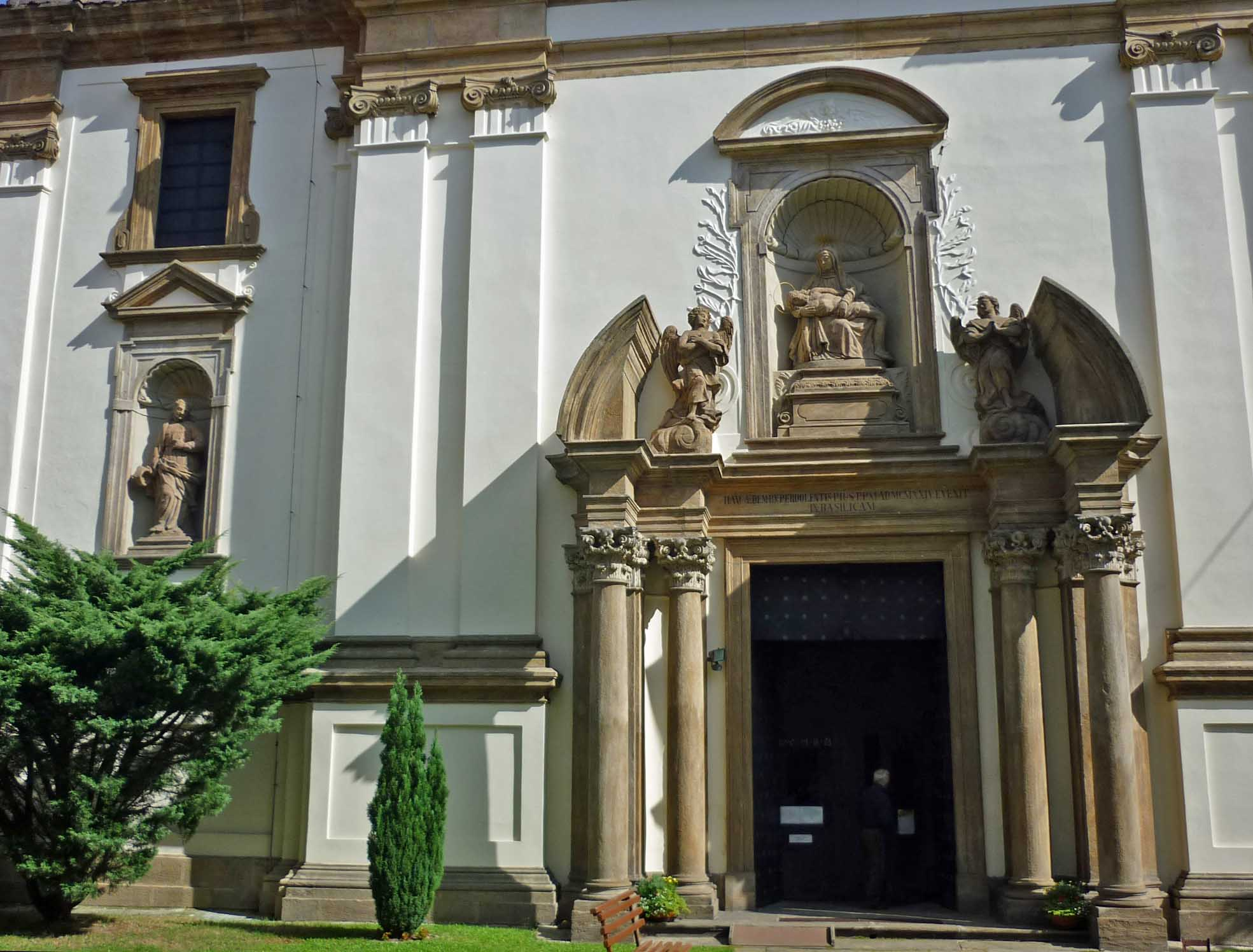
Skulpturen am Portal der Wallfahrtskirche Mariaschein
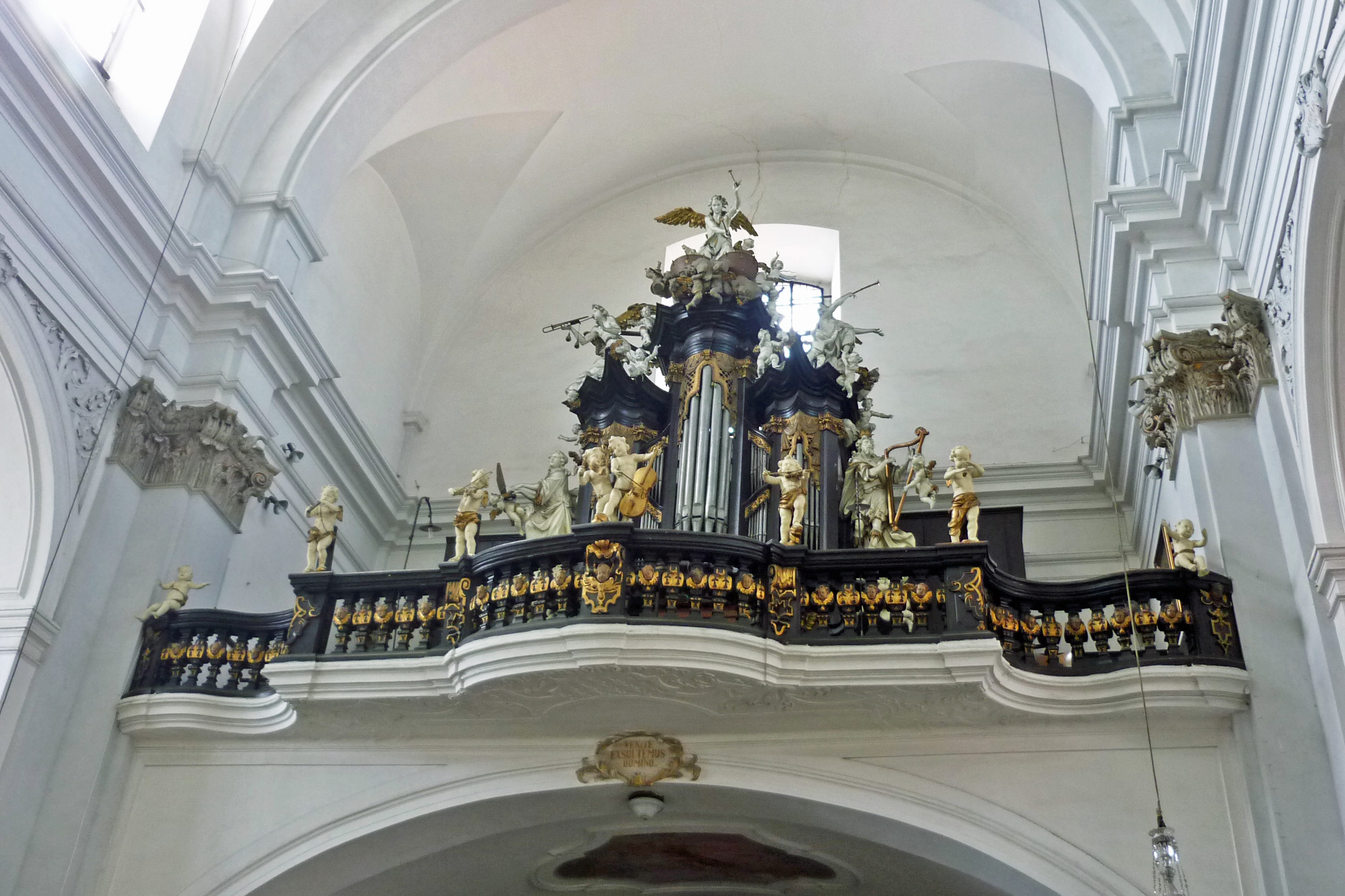
Musizierende Engel in der Wallfahrtskirche Mariaschein
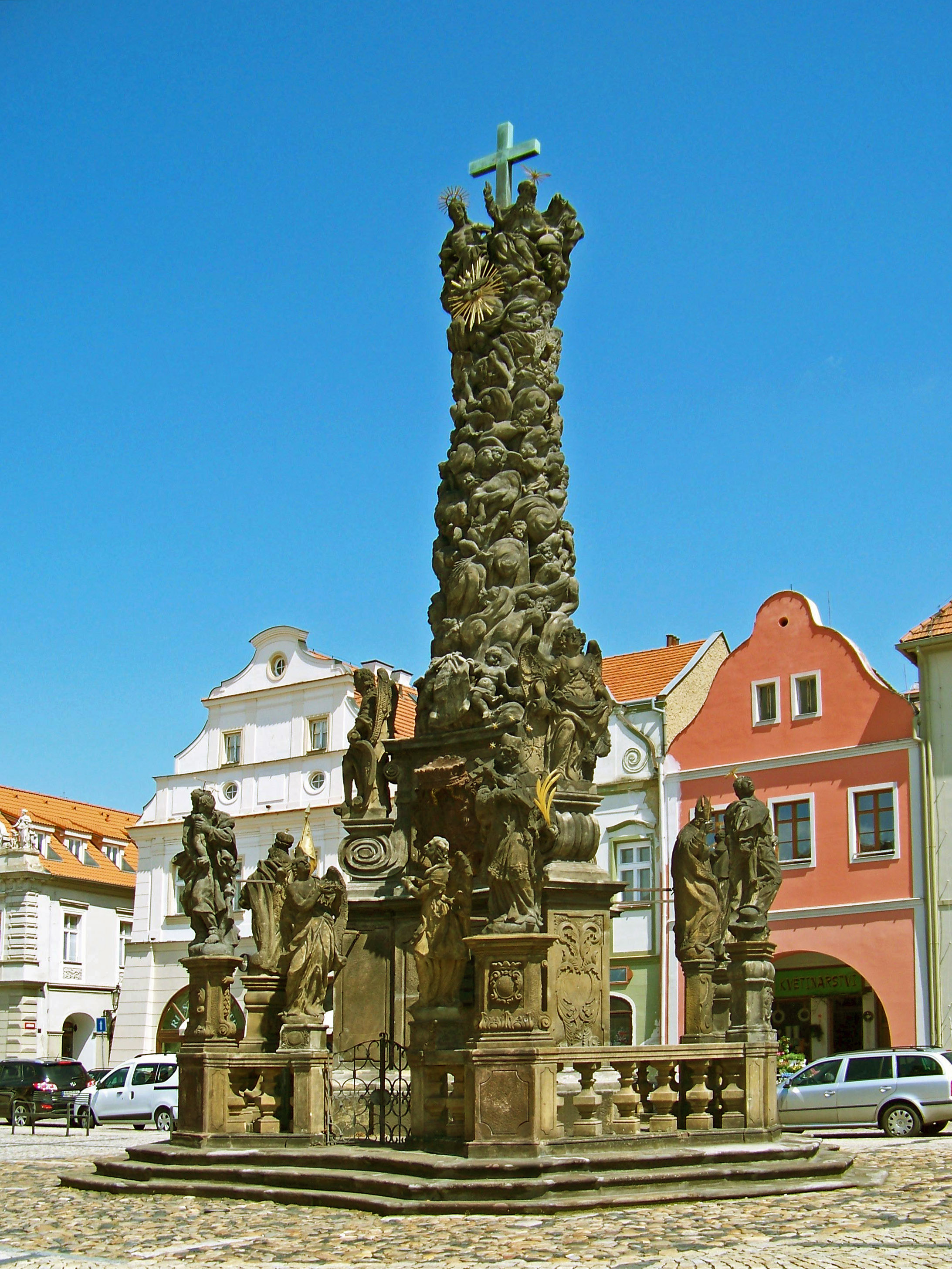
Dreifaltigkeitssäule in Saaz (1707–1713)
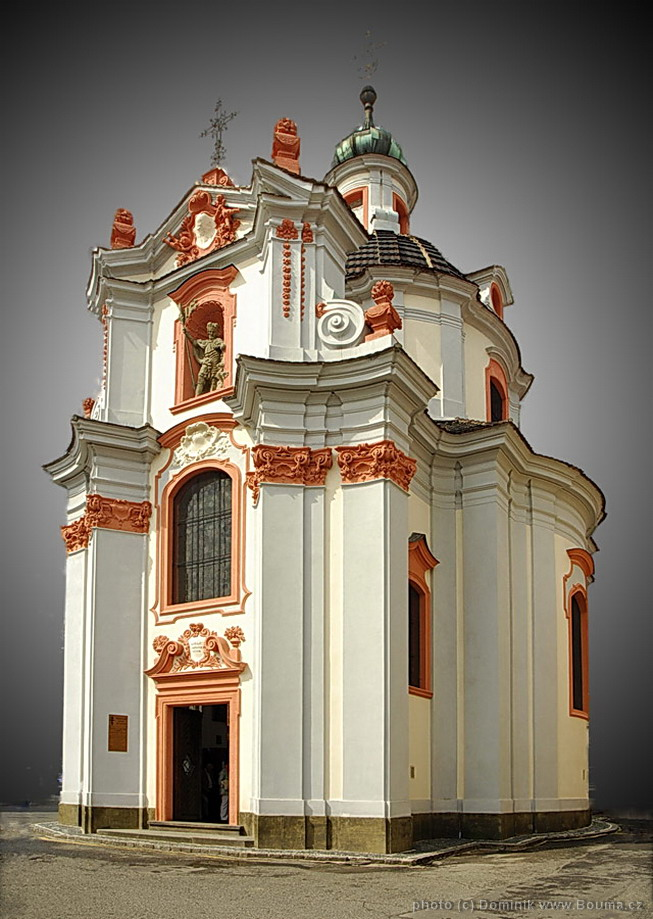
Skulpturen an der Wenzelskirche Leitmeritz
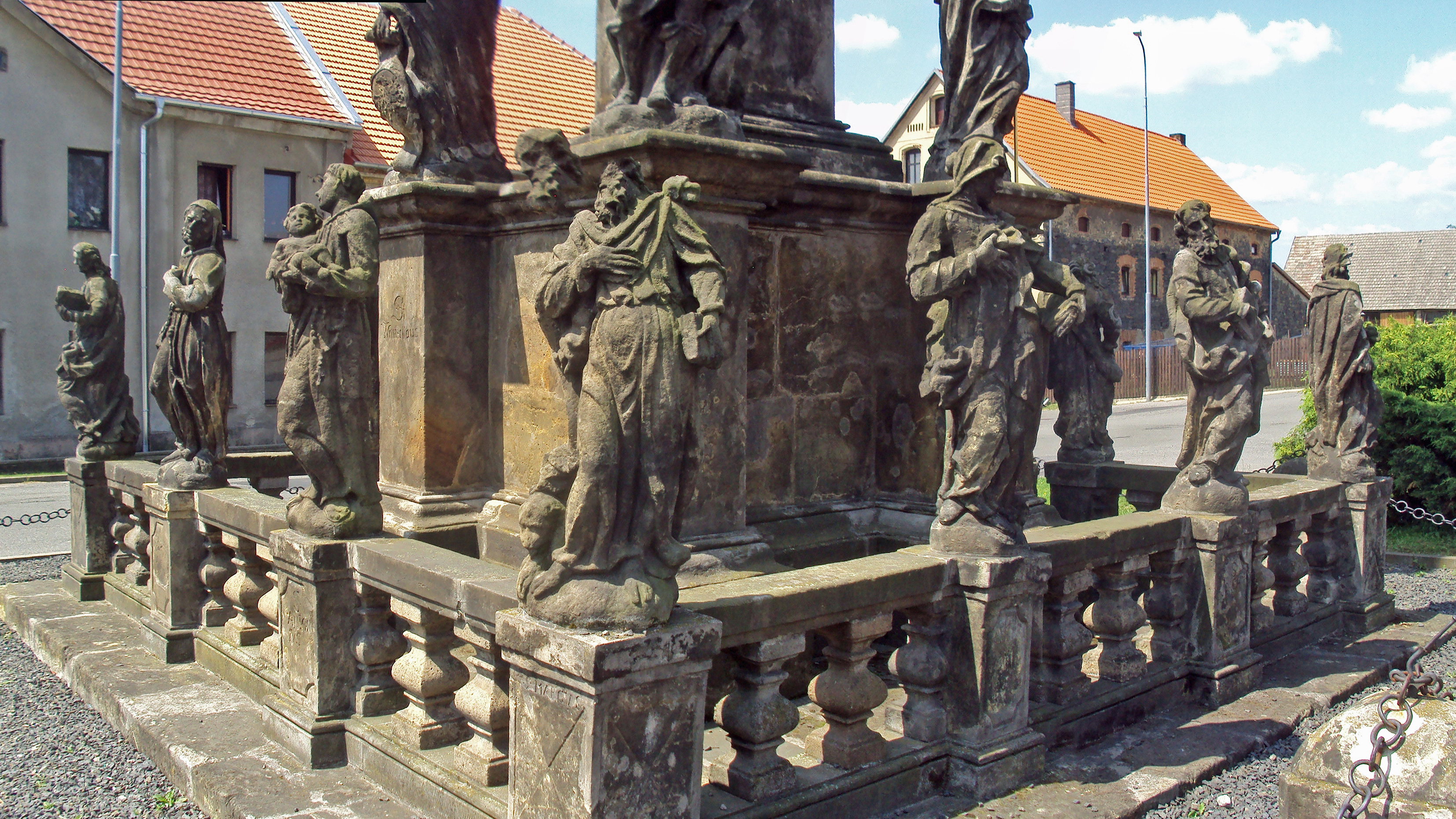
Heiligenstatuen an der Dreifaltigkeitssäule in Bleiswedel (1714)
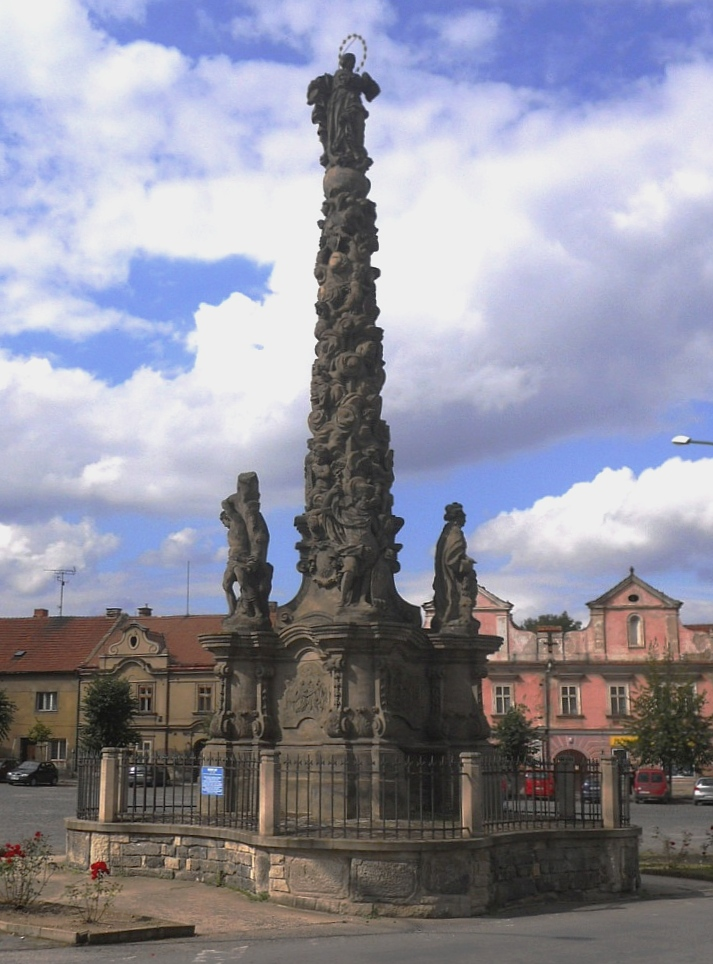
Mariensäule in Welwarn (1716–1719)